# Kumi Nakada
Kumi Nakada (em japonês:  中田 久美 ; Tóquio, 3 de setembro de 1965) é uma ex-jogadora de voleibol do Japão que competiu nos Jogos Olímpicos de 1984, 1988 e 1992.
Em 1984, ela fez parte da equipe japonesa que conquistou a medalha de bronze no torneio olímpico, no qual atuou em cinco partidas. Quatro anos depois, ela jogou em cinco confrontos e finalizou na quarta colocação com o conjunto japonês no campeonato olímpico de 1988. Quatro anos depois, voltou a jogar nos Jogos Olímpicos, também atuando em cinco partidas.